# 嚴欣淇
嚴欣淇（1906年—1984年12月22日），名慶祺。江蘇省上海縣人，原籍安徽省婺源縣。民國37年（1948年）在江蘇省第三選區當選第一屆立法委員。

## 生平[2][3][4][5]
- 東吳大學，緣事被開除
- 國立曁南大學法學士
- 菲列濱大學工商管理科畢業（係購得假文憑）
- 蘇綸紡織廠廠長，因強姦廠中二女工，為社會不齒，掛牌為律師
- 吳縣工業聯合會理事長
- 吳縣抗敵後援會主席委員
- 戰時至重慶創辦蘇州實業社
- 廣西省政府工業顧問[6]
- 外交部派赴歐洲考察實業專員
- 吳縣參議會議長
- 吳縣縣商會理事
- 吳縣公醫院董事長
- 蘇州博習醫院董事長
- 東南汽車股份有限公司常務董事
- 湖蘇嘉長途汽車股份有限公司監察人
- 江蘇實業公司監察人
- 第六區機器棉紡織工業公會理事
- 蘇綸紡織印染股份有限公司常務董事兼總經理
- 民國37年，當選立法委員，曾出席第一屆立法院第一會期經濟及資源委員會、財政及金融委員會、交通委員會
- 1949年11月26日，周恩來邀集會餐於西苑花廳[7]
- 1950年後遷香港，創辦怡生紗廠
- 1971年，獲頒匾額「熱心僑教」題字一份[8]
- 1980年代，多次全權委託國內侄兒和小老婆，要求領取其在蘇州蘇綸紗廠的二百三十餘萬元股金的定息[9]